# Tuca & Bertie
Tuca & Bertie je americký animovaný sitcom vytvořený Lisou Hanawalt a produkovaný streamovací službou Netflix. První díl byl odvysílán 3. května 2019. V hlavních rolích hrají Tiffany Haddish a Ali Wong, dále také Steven Yeun, John Early, Richard E. Grant, a Reggie Watts. Seriál byl kritikou velmi oceněn. 
Druhá série je naplánována na rok 2021 a bude jí produkovat Adult Swim.

## Premisa
Tuca & Bertie se odehrává (podobně jako BoJack Horseman) ve světě plném antropomorfních zvířat a rostlin. Seriál sleduje přátelství mezi dvěma třicetiletými ženami. Jednou z nich je Tuca, nezávislá, nestarostlivá samice Tukana. Druhou z nich je Bertie, stydlivá, roztěkaná a neustále snící samice drozda zpěvného.

## Obsazení

### Hlavní postavy
- Tiffany Haddish jako Tuca, samice tukana, impulzivní a nově střízlivá nejlepší kamarádka Bertie, která pracuje ve zvláštních zaměstnáních a často se spoléhá na svou bohatou tetu Tallulah.
- Ali Wong jako Bertie, samice drozda zpěvného, nejlepší kamarádka Tucy, pracuje jako analytička ve firmě Conde Nest a ctižádostivá pekařka.
- Steven Yeun jako Speckle, samec Červenky, přítel Bertie a architekt.

### Vedlejší postavy
- Nicole Byer jako různé hlasy, včetně např. Specklovy babičky Gamby.
- Richard E. Grant jako Holland, dobrácký, ale lhostejný šéf Bertie v Conde Nest.
- John Brzy jako Dirk, misogynistický spolupracovník Bertie v Conde Nest.
- Reggie Watts jako Cukrář Pete, tučňák, dokonalý cukrář, který Bertie vezme jako učně.
- Shamir Bailey jako „Draca“, sousedka Bertie a Tucy, domácí rostlina.
- Jenifer Lewis jako teta Tallulah Toucan, bohatá teta Tucy, která ji finančně podporuje.

## Produkce

### Vývoj
Tuca vznikla ve webovém komiksu Tuca Toucan od Lisy Hanawalt, který byl vydáván v letech 2013 – 2014.  Dne 20. února 2018 společnost Netflix oznámila, že zadala objednávku na seriál, který se bude skládat z deseti epizod v první sérii. Seriál vytvořila Lisa Hanawalt, která byla také výkonnou producentkou po boku Raphaela Boba-Waksberga, Noela Brighta, Stevena A. Cohena a Tiffany Haddish. Výrobní společnosti zapojené do série byly The Tornante Company a ShadowMachine. 14. března 2019 Netflix oznámil, že seriál bude mít premiéru 3. května 2019.

### Zrušení seriálu
Netflix oznámil zrušení seriálu po první sérii 24. července 2019. V sérii tweetů reagujících na tuto zprávu vyjádřila Hanawalt vděčnost za obsazení, štáb, recenze a fanoušky. Hanawalt i Haddish vyjádřily naději, že si show může najít nový domov. Oznámení o zrušení seriálu se setkalo s negativní odezvou. Na sociální síti Twitter se objevilo více než 10 000 tweetů s hashtagy #RenewTucaAndBertie a #SaveTucaAndBertie. Internetová petice za obnovu seriálu získala 3600 podpisů za 24 hodin.

### Adult Swim revival
22. května 2020 bylo oznámeno, že se seriál dočká druhé série na Cartoon Network v pásmu Adult Swim v roce 2021.